# Jacob Alting
Jacob Alting (né le 27 septembre 1618 à Heidelberg, mort le 20 août 1679) est un théologien protestant allemand.

## Biographie
Jacob Alting était le fils de Johann Heinrich Alting et de son épouse Suzanna Belier. Le synode de Dordrecht de 1618-1619 contraint la famille à déménager à Leyde en 1622 et à Groningue en 1627. En 1631, il s'inscrit à l'université de Groningue. Il apprend l'hébreu auprès d'un rabbin d'Emden en 1638. Deux ans plus tard, Alting se rend en Angleterre, où il est ordonné prédicateur par l'évêque de Worcester John Prideaux. En 1643, il est nommé professeur de langues orientales à Groningue. Quatre ans plus tard, il reçoit également une charge de prédicateur et en 1667 prend en charge une chaire de théologie.
Alting a une dispute théologique avec Samuel Maresius qui l'accuse d'hétérodoxie, Alting est défendu par Johannes Cocceius et Jacob Rhenferd. Alting est impliqué dans diverses réfutations du Traité théologico-politique de Spinoza et commence à rédiger des arguments à partir des écrits d'Esdras et de Néhémie pour une réfutation du Traité théologico-politique publié par le théologien cartésien de Deventer Antonius Perizonius.
Ses écrits sont publiés avec la supervision de Balthazar Bekker en cinq volumes à Amsterdam de 1685 à 1687. Les ouvrages Opera omnia theologica, exegetica, practica, problemata et philologica: in tomos quinque distributa et Academicarum dissertationum heptades duae: prior theologicarum, posterior philologicarum : accessit heptas orationum, publié en 1671, sont mis à l’Index librorum prohibitorum par décret le 3 avril 1685 jusqu'en 1758.